# 英国轮

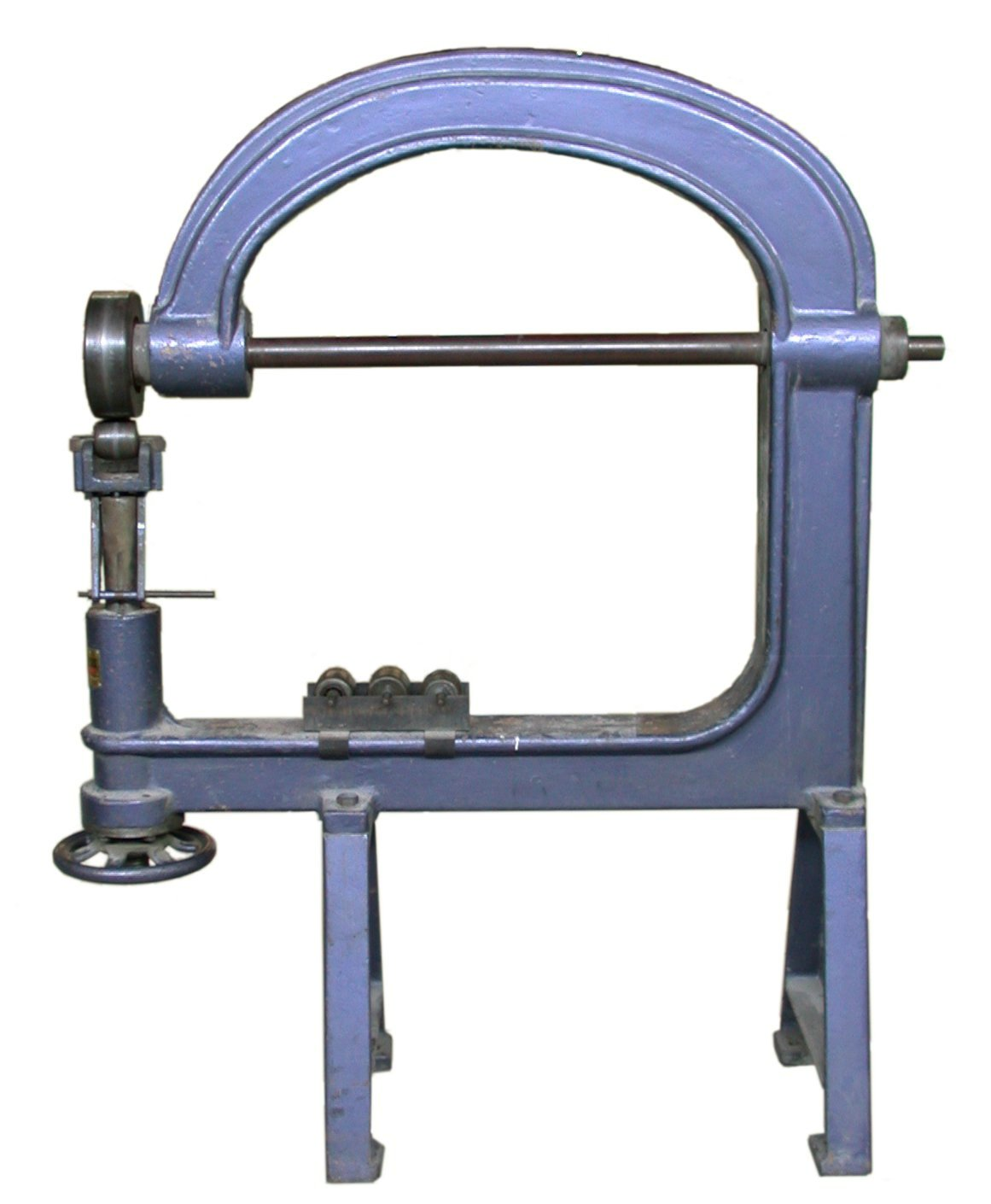
英国轮（一种钣金工具）

英国轮是一种钣金行业的工具，用于方便地在金属板上形成复合曲线。

## 结构
该机器的形状像一个字母“C”。在 C 的末端，有两个轮子。顶部的轮子称为滚动轮，而底部的轮子称为砧轮。C 形框架的开口尺寸不同。最大的机器的开口尺寸为 120 厘米（48 英寸），而较小的机器的开口尺寸约为 60 厘米（24 英寸）。开口尺寸通常决定了工人可以放入机器中并轻松工作的金属板的最大尺寸。砧轮的半径通常比滚动轮小,滚动轮通常为 8 厘米（3 英寸）宽或更小，直径通常为 25 厘米（10 英寸）或更小。滚动（顶部）轮的横截面是平坦的，而砧（底部）轮是圆顶的。